# Bayer Uhrig

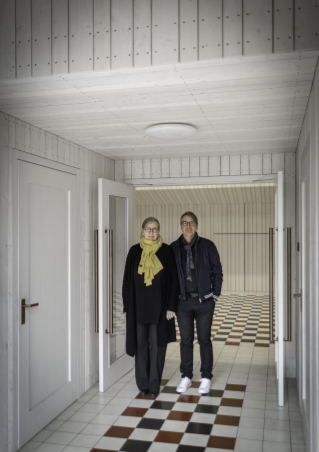
Andrea Uhrig und Dirk Bayer

Bayer Uhrig ist ein deutsches Architekturbüro, das 2000 von Dirk Bayer und Andrea Uhrig in Kaiserslautern gegründet wurde.

## Partner
Dirk Bayer (* 1968 in Kaiserslautern) studierte von 1991 bis 1997 Architektur an der TU Kaiserslautern und arbeitete anschließend bis 2002 bei Hild und K Architekten in München. Bayer war von 2003 bis 2004 als künstlerischer Assistent bei N. Fritz an der staatlichen Akademie der Bildenden Künste in Stuttgart tätig. Er lehrte ab 2005 als Junior Professor, beziehungsweise seit 2010 als Professor für Methodik des Entwerfens an der RPTU Kaiserslautern.
Andrea Uhrig (* 1965 in Kaiserslautern) studierte von 1991 bis 1997 Architektur an der TU Kaiserslautern und der Akademie für angewandte Kunst in Wien. Von 2001 bis 2005 arbeitete sie als wissenschaftliche Assistentin bei Bernd Meyerspeer und Paul Kahlfeld an der TU Kaiserslautern. Seit 2021 ist Uhrig Professorin für Baukonstruktion und Entwerfen an der Hochschule Koblenz.

## Projekte
Dirk Bayer:
Lehr- und Forschungsprojekte an der TU Kaiserslautern:
- 2016–2019: Smallhouse 4 mit Matthias Pahn und Sven Oliver Krumke, Campus TU Kaiserslautern
- 2009–2011: Weinberghaus mit Bernd Meyerspeer, Jürgen Schnell, Christian Kohlmeyer, Christoph Perka, Wörrstadt als Mitarbeiter bei Hild und Kaltwasser:
- 2002: Haus Lorz-Fröhle, Eichstätt-Marienstein[3]
- 2000: Balkone Nikolaistrasse, München[4]
- 1998–1999: Fassadensanierung, Berlin[5]

Bayer Uhrig:
- 2024: Nachverdichtung im Dorfkern, Hütschenhausen
- 2023: Kolumbarium in der Gelöbniskirche Maria Schutz, Kaiserslautern
- 2021: Kindertagesstätte Erweiterung, Homburg / Saar
- 2020: Sanierung Gemeindehaus Lutherkirche, Kaiserslautern
- 2019: Anbau Sanierung und Umbau Haus JMS, Kaiserslautern
- 2016: Wohnungsbau WerkbundStadt mit Schulz und Schulz Architekten
- 2015: Umbau Evangelische Christuskirche mit Modersohn & Freiesleben Architekten, Bruchhof-Sanddorf
- 2014: Ökumenischer Pavillon LGS 2015[6], Landau in der Pfalz
- 2011: AKNZ Kantinen- und Konferenzzentrum Ahrweiler ARGE mit Schulz und Schulz Architekten
- 2006: Werkbund Siedlung München Städte- und Wohnungsbau Wiesenfeld Wohnungsbau
- 2003: Haus Göppner, Ramstein
- 2002: Haus Fellner, Großnöbach
- 2000: Haus Steuerwald, Rodenbach

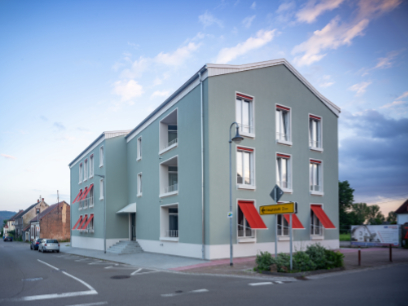
Nachverdichtung im Dorfkern, Hütschenhausen
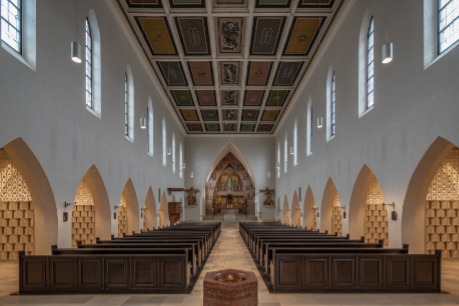
Kolumbarium in der Gelöbniskirche Maria Schutz, Kaiserslautern
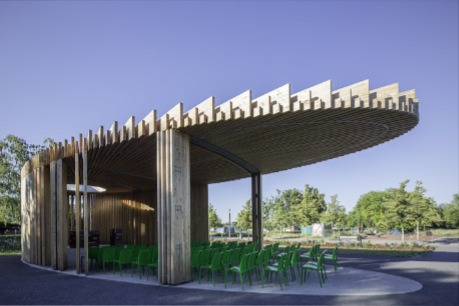
Ökumenischer Pavillon LGS 2015, Landau in der Pfalz

## Auszeichnungen und Preise
- 2024: Preis des Deutschen Stahlbaus 24 – Kolumbarium der Gelöbniskirche Maria Schutz Kaiserslautern – Auszeichnung
- 2024: best architects 25 award – Nachverdichtung im Dorfkern Hütschenhausen – Preisträger
- 2024: Architekturpreis BDA Saar / Rheinland-Pfalz – Kolumbarium der Gelöbniskirche Maria Schutz Kaiserslautern – Preisträger
- 2023: Internationaler Brillux Design Award 23 – Gemeindesaal der Kaiserslauterner Lutherkirche – Preisträger
- 2022: best architects 23 award – Kolumbarium in der Gelöbniskirche Maria Schutz Kaiserslautern – Preisträger
- 2018: Bauherrenpreis der Architektenkammer des Saarlandes – Auszeichnung
- 2018: Holzbaupreis RLP – Ökumenischer Kirchenpavillon LGS 2015[6] Landau in der Pfalz – Anerkennung
- 2017: best architects 18 award – Umbau – Evangelische Christuskirche mit Modersohn und Freiesleben Bruchhof-Sanddorf – Preisträger
- 2017: BDA Preis für Architektur und Städtebau im Saarland – Umbau Evangelische Christuskirche mit Modersohn & Freiesleben Architekten – Auszeichnung
- 2016: Wettbewerb der Wüstenrot Stiftung Kirchengebäude und ihre Zukunft – Umbau Evangelische Christuskirche – Anerkennung
- 2016: Internationale Handwerksmesse der GEPLANT+AUSGEFÜHRT – Anerkennung
- 2015: BDA Preis RLP – Ökumenischer Kirchenpavillon LGS Landau – Anerkennung
- 2010: Auswahl für den Deutschen Beitrag zur 12. Architekturbiennale Venedig
- 2010: Konferenz- und Kantinengebäude AKNZ Ahrweiler – ARGE mit Schulz & Schulz Architekten – 1. Preis
- 2010: Heinze Architektur Award – Häuser Fuchs[7]
- 2009: BDA Preis PLP – Häuser Dr. M. Fuchs und H. Fuchs – Auszeichnung
- 2009: Deutsches Architekturjahrbuch DAM – Häuser Dr. M. Fuchs und H. Fuchs
- 2006: Werkbundsiedlung München ARGE KCAP / ASTOC – Preis für Exemplarisches Wohnen
- 2006: BDA Preis RLP – Haus Göppner[8] – Auszeichnung
- 2005: Architekturpreis RLP – Haus Göppner – Auszeichnung
- 2004: 3. Bundesdeutscher Architekturpreis Putz – Haus Göppner – 1. Preis Haus Göppner
- 2004: Auswahl für den Deutschen Beitrag zur 9. Architekturbiennale Venedig
- 2004: Bauherrenpreis 2004 BDA – Anbau Haus Fellner – Besondere Anerkennung
- 2003: BDA Preis RLP – Wohnhaus Sandra u. Steffen Uhrig – Auszeichnung
- 2001: EU-Wettbewerb für ökologische Stadtsanierung – 3. Preis
- 2001: Holzbaupreis RLP – Wohnhaus Sandra u. Steffen Uhrig – Auszeichnung
- 2001: Bauweltpreis – das 1. Haus Wohnhaus Steuerwald – Lobende Anerkennung

## Ausstellungen
- 2017: Kirchengebäude der Zukunft Sanierung Umbau Umnutzung
- 2014: Deutsches-Architektur-Zentrum DAZ Berlin Aus allen Richtungen Positionen junger Architekten und Architektinnen im BDA
- 2010: 12. Architekturbiennale Venedig
- 2009: DAM Ausstellung „Deutsches Architekturjahrbuch“
- 2008: „ORT“ in der Reihe 4 X KL Architektur Galerie Kaiserslautern
- 2006: „Viel Holz“ Weisenhofgalerie Stuttgart
- 2004: Bundesdeutscher Architekturpreis Putz
- 2004: Junge Architekten im BDA
- 2004: 9. Architekturbiennale Venedig
- 2001: Das erste Haus BAU 01 München

## Medienbeiträge
- 2015: Live in der SWR4 Sonntagsgalerie
- 2008: SWR2 Thema Kirche im Wandel // Umnutzung sakraler Räume
- 2005: SWR TV Traumhäuser
- 2004: SWR2 Thema Kultur im Land Architekturbiennale 2004 Venedig
- 2004: SWR4 Thema Architekturbiennale 2004 Venedig und Haus Göppner
- 2001: SWR4 Thema Bauen auf dem Lande